# I Want Your Love (Chic)
I Want Your Love è un singolo del gruppo musicale statunitense Chic, pubblicato nel 1978 ed estratto dall'album C'est Chic.

## Tracce
- 7"

1. I Want Your Love
2. (Funny) Bone

## Cover
Una cover del brano è stata realizzata dalla cantante Jody Watley per il suo album The Makeover (2006). Il brano è uscito come singolo nel 2007.
Un'altra cover del brano è stata realizzata dalla cantante Lady Gaga per la collezione primavera/estate 2016 di Tom Ford. Un'ulteriore versione di tale cover è stata pubblicata nel 2018 per il nuovo album degli Chic.

## Classifiche
| Classifica (1979) | Posizione raggiunta |
| ----------------- | ------------------- |
| Regno Unito       | 4                   |